# Municipio de Elmira (Míchigan)
El municipio de Elmira (en inglés: Elmira Township) es un municipio ubicado en el condado de Otsego en el estado estadounidense de Míchigan. En el año 2010 tenía una población de 1687 habitantes y una densidad poblacional de 17,96 personas por km².

## Geografía
El municipio de Elmira se encuentra ubicado en las coordenadas 45°4′47″N 84°47′47″O / 45.07972, -84.79639. Según la Oficina del Censo de los Estados Unidos, el municipio tiene una superficie total de 93.94 km², de la cual 92,82 km² corresponden a tierra firme y (1,19 %) 1,12 km² es agua.

## Demografía
Según el censo de 2010, había 1687 personas residiendo en el municipio de Elmira. La densidad de población era de 17,96 hab./km². De los 1687 habitantes, el municipio de Elmira estaba compuesto por el 97,27 % blancos, el 0,95 % eran amerindios, el 0,12 % eran asiáticos, el 0,12 % eran isleños del Pacífico, el 0,24 % eran de otras razas y el 1,3 % eran de una mezcla de razas. Del total de la población el 0,95 % eran hispanos o latinos de cualquier raza.